# Hochneukirchen-Gschaidt
Hochneukirchen-Gschaidt est une commune autrichienne située dans le district de Wiener Neustadt-Land, en Basse-Autriche.

## Personnalités liées
- Wilhelm Beiglböck (1905-1963), médecin nazi et accusé du procès des Médecins, né à Hochneukirchen-Gschaidt